# جامع السور
جامع السور من مساجد بغداد القديمة ويقع في منطقة بغداد الجديدة في منطقة تل محمد في جانب الرصافة من مدينة بغداد، ولقد بني وأسس في عام 1382هـ/ 1963م، على نفقة وزارة الأوقاف والشؤون الدينية، وتبلغ مساحته حوالي 1000 م2، ويستوعب حوالي 500 مصلي.

## الأئمة والخطباء فيه
من أهم الأئمة والخطباء الذين شغلوا منصب الإمامة والخطابة فيه:
- الشيخ حسن نهاد
- الشيخ أحمد نهاد
- الشيخ أحمد جاسم
- الشيخ فاضل
- الشيخ أبو بيار الكردي
- الشيخ علي خلف العزي

كما يقوم المسجد بعمل دورات تحفيظ القرآن وإقامة المهرجانات والمناسبات الدينية.
ولقد تحطمت أجزاء من الجامع من قبل المليشيات الطائفية في 23 شباط 2006، بعد ضريح العسكريين في سامراء، حيث تعرض الجامع إلى أعمال عنف وتخريب من قبل المليشيات ألحقت أضراراً مادية بالمسجد أدت إلى إغلاقهِ لمدة 13 سة، وحالياً سكنت فيهِ بعض العوائل النازحة من قبل ديوان الوقف السني في العراق وافتتح للصلاة سنة 2019 ولغاية الآن.

## مكونات المسجد
يحتوي المسجد بالإضافة إلى الحرم على منارة مئذنة مرتفعة ذات تصميم تراثي جميل، ومن ملحقاتهِ أربعة منازل أحدهم للإمام والخطيب وآخر للمؤذن ومنزلين للخدم وفيه مصلى للنساء وحديقة كبيرة.